# Тед Дибиаси-старши
Теодор Марвин „Тед“ Дибиаси-старши (роден на 18 януари 1954) е бивш американски професионален кечист, мениджър и коментатор.
Подписал е с WWE, като работи под тяхната програма на легенди. Дибиаси получи шампионски успех в някои кеч компании, носител на трийсет титли по време на неговата професионална кеч кариера. Той е най-добре познат от главната публика от времето си в World Wrestling Federation (WWF), където се би под името „Милионера“ Тед Дибиаси.
Насред други отличия в WWF, Дибиаси беше първият Северно американски шампион в тежка категория, трикратен Отборен шампион (Ъруин Ар Шайстър) и Крал на ринга през 1988. Дибиаси създаде своя собствена титла, Титлата за Милиони долари. Той беше добре познат от своите авангардни зли промота, които често завършваха с неговия ключов зъл смях; Дибиаси беше зачитан от WWE като „най-презирания злодей“ на организацията по време на късните 80-те. Беше носител на Световната титла в тежка категория на WWF през 1988 след като я купи от Андре Гиганта, но това не се зачита от WWE като официално носене на титла. Въпреки това, Дибиаси оглавяваше мачовете на WWF, включително КечМания 4 и първото Лятно тръшване. Той е посочен като един от най-добрите техници на ринга в историята.
Дибиаси оглави церемонията през 2010 на Залата на славата на WWE, въведен от неговите синове, Тед и Брет.

## В кеча
- финални ходове
  - Diving back elbow drop[5][10]
  - Цифрата 4[3][11][12]
  - Million Dollar Dream (Cobra clutch)[4][3][5][12]
- Ключови ходове
  - Гърботошач[12]
  - Back elbow[5]
  - Саблен удар[10]
  - Delayed fist drop[5][12]
  - Elbow drop[12]
  - Jumping stomp на лицето на опонента[13]
  - Многократни суплекс версии
    - Belly to back[12]
    - Gutwrench[5][12]
    - Вертикален[5]

  - Piledriver[12]
  - Scoop powerslam[11][14]
  - Приспивателно[12]
  - Spinning toe hold[5]
- Мениджъри
  - Скандор Акбар
  - Джими Харт[15]
  - Боби Хийнан
  - Сапфир
  - Сензационната Шери
  - Върджил/Винсент
- Придружаващ
  - Андре Гиганта
  - Ъруин Ар Шайстър/Ви Кей Уолстрийт
  - Татанка
  - Кинг Конг Бънди
  - Николай Волкоф
  - Крис Беноа
  - 1-2-3 Кид/Сикс
  - Рей Тейлър
  - Сайко Сид
  - Ледения Стив Остин
  - Тед Дибиаси-младши
  - Корпорация за милиони долари (Ъруин Ар Шайстър, Николай Волкоф, Гробаря на Тед Дибиаси, Татанка, Бам Бам Бигелоу, Кама, Кинг Конг Бънди, Сайко Сид, 1-2-3 Кид, Ксанта Клаус)
  - Нов Световен Ред (Холивуд Хоуган, Кевин Неш, Скот Хал, Гиганта, нСр Стинг, Сикс, Винсент, Ви Кей Уолстрийт)
  - Братя Стейнър (Рик Стейнър и Скот Стейнър)
  - Джеймс Шау
- Прякори
  - Като лидера на Рат Пак
    - „Крал Пат“
    - „Голямото сирене“

  - „Милионера“[3][5]
  - „Трилионера Тед“[3]
- Входови песни
  - It's All About the Money на Jimmy Hart и John J. McGuire

## Шампионски титли и отличия
- All Japan Pro Wrestling
  - Обединен национален шампион на NWA (1 път)[16]
  - Световен отборен шампион на PWF (2 пъти) – със Стан Хансен[16]
  - Световен отборен шампион (1 път) – със Стан Хансен[16]
  - Световна най-силна отборна определяща лига (1985) – със Стан Хансен
- Central States Wrestling
  - Шампион в тежка категория на Централните щати на NWA (2 пъти)[16]
- Dutch Pro Wrestling
  - Шампион в тежка категория на Dutch (1 time)
- Georgia Championship Wrestling
  - Национален шампион в тежка категория на NWA (2 пъти)[16]
  - Национален отборен шампион на NWA (2 пъти) – със Стан Фрейзър (1), и Стив Олсоноски (1)[16]
- NWA Tri-State/Mid-South Wrestling Association
  - Средно-южняшко Северно американски шампион в тежка категория 4 пъти)[16]
  - Средно-южняшки отборен шампион (5 пъти) – с Мат Норн (1), Джери Стъбс (1), Херкулес Хернандес (1) и Стив Уилямс (2)[3][16]
  - Северно американски шампион в тежка категория на NWA (версия Три-Шат) (1 пъти)[16]
  - Отборен шампион на Съединените щати на NWA (версия Три-Щат) (1 път) – с Дик Мърдок[16]
- NWA Western States Sports
  - Отборен шампион на Западните щати на NWA (2 пъти) – с Ервин Смит (1) и Тито Сантана (1)[16]
- Pro Wrestling Illustrated
  - Най-мразен кечист на годината (1982)
  - Класиран като #17 от топ 500 индивидуални кечист в PWI 500 през 1991
  - Класиран като #32 от топ 500 индивидуални кечист в PWI Years през 2003[17]
  - Класиран като #20, #24, и #61 от топ 100 отбора в PWI Years с Стив Уилямс, Стан Хансен, и Ъруин Ар Шайстън, съответно, през 2003[18]
- Залата на славата на професионалния кеч
  - Клас 2007
- St. Louis Wrestling Club
  - Шампион в тежка категория на Мисури на NWA (2 пъти)[16]
  - Кеч залата на славата на Сейнт Луис
- Texas All-Star Wrestling
  - Шампион в тежка категория на TASW (1 time)[16]
- World Wrestling Federation/World Wrestling Entertainment
  - Шампион за милиони долари (2 пъти)1
  - Северно американски шампион в тежка категория на WWF (1 пъти)[19][16]
  - Световен отборен шампион (3 пъти) – с Ъруин Ар Шайстър[16]
  - Крал на ринга (1988)[3][16]
  - Залата на славата на WWE (Клас 2010)
  - Награди Слами (2 пъти)
    - Хуманитар на годината (1987)
    - Най-добър мениджър (1994)
- Wrestling Observer Newsletter
  - Най-добър образ (1987)
  - Най-добър злодей (1987, 1988)
  - Най-техничен кечист (1981)
  - Вражда на годината (1982) срещу Джънкиярд Дог
  - Вражда на годианата (1985) срещу Джим Дъган
  - Залата на славата на Wrestling Observer Newsletter (Клас 1996)

1 ↑ Титлата не се зачита от WWF.